# 疯狂外星人
《疯狂外星人》（英語：Home，直译：《家》，原名：《快乐的斯麦克节》）是2015年美国三維电脑动画喜剧片，改编自亚当·雷克斯于2007年所编写的兒童圖書《斯麦克节的真正意义》。该片由《疯狂原始人》、《驯龙高手》原班人马打造，由蒂姆·约翰逊执导，吉姆·帕森斯、蕾哈娜、珍妮弗·洛佩兹、史提夫·馬丁等负责配音。本片讲述了一个11岁小女孩小钱的妈妈被入侵地球的波波星族外星人绑架后，被迫开车前往佛罗里达逃难一路上遇到的故事。
该片由梦工厂动画公司制作，在美国和其他国家由二十世纪福斯发行，在中国大陆则由中国电影集团公司进口，由东方梦工厂、中国电影股份有限公司发行，上海电影译制厂译製。2015年3月27日在美国和台湾上映，香港于2015年4月2日上映，中国大陆于2015年4月24日上映。根据各地区的电影分级制度，美国电影分级为PG级，香港电影分级为I级，台湾电影分级为“普遍级”。

## 剧情
四处漂泊的波波星族（Boov Race）群在骄傲自大的司马船长（Captain Smek）的带领下，意图寻找一个合适的家园，以躲避死敌瓜星人的追击。他们发现了地球是一个完美的家园，遂占领地球，而人類只能被迫逃难。14岁的小女孩小钱（Tip）躲過入侵者的追捕，遇上了波星人的通缉犯小欧（Oh），一个为了寻找母亲露西（Lucy），一个为了逃避追捕，连同小钱的宠物猫，一同踏上了冒险旅行。两人环游世界并经历了种种坎坷后，在佛罗里达找到了小钱的母亲，结下了深厚的友谊，而小欧也明白了“家园”一词的含义。

## 角色

### 介紹
歐仔（Oh）
被通緝的阿布星族人，與小緹是好朋友。後被選為阿布星族群的新首長。
格蕾杜緹“小緹”·圖希（Gratuity "Tip" Tucci）
12歲小女孩，到處尋找媽媽。
史麥克隊長（Captain Smek）
本片反派，阿布星族群的首長，為人自私自利。後辭離船長職務當上阿布星族的DJ。
露西·圖希（Lucy Tucci）
小媞的母親，與除小媞外全部人類被軟禁在澳大利亞大陸。
凱爾（Kyle）
奉命捉拿歐仔，後為歐仔好朋友。
阿葛族司令（Gorg Commander/Father）
阿布星族死敵，但其實為人友善，因史麥克隊長偷走了阿葛族的蛋而到處尋找阿布星族。真身為一隻海星形狀的外星人。是僅有的一個阿葛族人。

### 配音
| 配音                                | 配音     | 配音     | 配音     | 角色                                        |
| 美國                                | 台灣     | 香港     | 大陸     | 角色                                        |
| ----------------------------------- | -------- | -------- | -------- | ------------------------------------------- |
| 吉姆·帕森斯                         | 納豆     | 李家傑   | 佟大为   | 歐仔（Oh）                                  |
| 蕾哈娜                              | 林沛笭   | 王慧珠   | 李宇春   | 格蕾杜緹“小緹”·圖希（Gratuity "Tip" Tucci） |
| 史提夫·馬丁                         | 王希華   | 李建良   | 王肖兵   | 史麥克隊長（Captain Smek）                  |
| 珍妮弗·洛佩兹                       | 孫若瑜   | 黃慧慈   | 周帥     | 露西·圖希（Lucy Tucci）                     |
| 馬特·裘斯                           | 陳國偉   | 邱廷輝   | 倪康     | 凱爾（Kyle）                                |
| 布萊恩·斯泰潘內克                   | 使用原音 | 使用原音 | 使用原音 | 阿葛族司令（Gorg Commander/Father）         |
| 布萊恩·斯泰潘內克                   |          |          |          | 阿布星族人（Boov）                          |
| 艾波·勞倫斯                         |          |          |          | 阿布星族廣播員（Boov announcer）            |
| 奈傑爾·W·提爾尼                     |          |          |          | 小孩A（Child A）                            |
| 史蒂芬·齊林 麗莎·史都華特 艾波·文切 |          |          |          | 其他阿布星族人                              |

## 音乐原声带
该片亦配有电影音乐原声带，其原声带已于2015年3月24日发行，共有歌曲8首。

## 制作

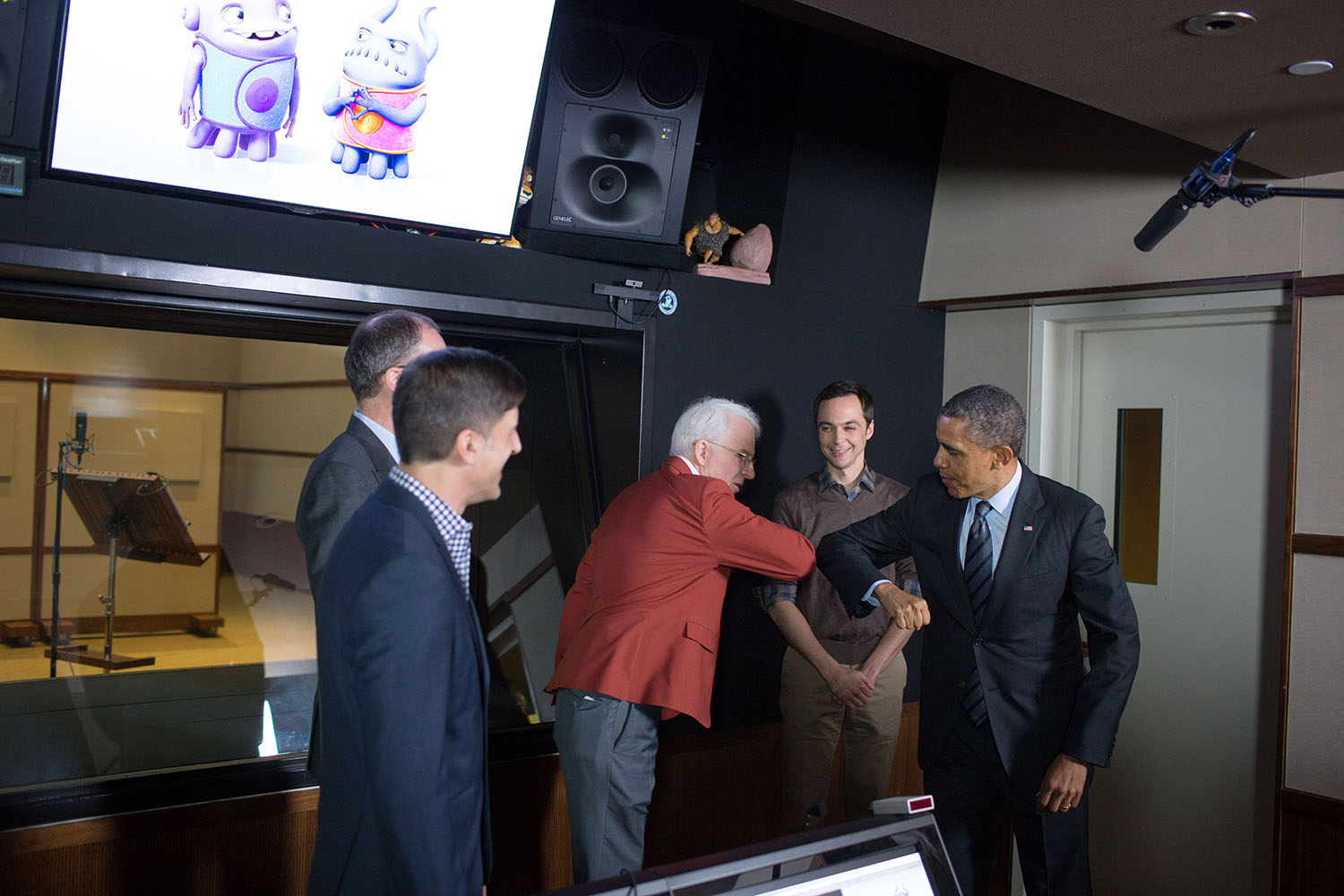
2013年11月，美国总统奥巴马赴梦工厂公司参观，会见电影配音吉姆·帕森斯和史提夫·馬丁。

2008年，梦工厂宣布以儿童小说《斯麦克节的真正意义》为故事蓝本制作动画电影，并于2011年被原著作者亚当·雷克斯确认。2012年6月20日，片名正式确定为《快乐的斯麦克节》，计划于2014年第四季度上映。2012年9月，20世纪福克斯公司和梦工厂宣布将于2014年11月26日上映。2013年6月片名更改为《疯狂外星人》。
2013年10月，史提夫·馬丁和珍妮弗·洛佩兹正式加入该片配音团队。2014年5月20日推迟上映日期，延迟至2015年3月27日上映，而原上映档期被让给了梦工厂的另一部动画电影《马达加斯加的企鹅》。

## 反響

### 评价
烂番茄网站根据116位影评人的评论，该片持有47%的新鲜度，平均得分5.3／10。该网站主要共识是拍摄效果出众。在Metacritic上，各大娱乐媒体对该片的评价不一，平均得分55分，IMDB得分6.7。中国大陸网友指出《疯狂外星人》在剧情上有很多痕迹明显的抄袭中国大陸科幻小说《三体》。但是实际上此电影是另外一本书。这电影改编自亚当·雷克斯于2007年所编写的兒童圖書《斯麦克节的真正意义》。

### 票房
截至2015年5月27日，《疯狂外星人》的全球票房总额为3.466亿美元，其中北美地区总额为1.69亿美元，其他地区总额为1.778亿美元。票房预算为1.35亿美元。根據臺北周末電影票房排名，此片於上映首週共獲得245萬新臺幣票房，排名第二。
香港首周四天收入219万港币列第四位。
| 上一届： 《分歧者2：叛亂者》 | 2015年美國週末票房冠軍 第13周 | 下一届： 《速度与激情7》 |